# Reciclagem

O símbolo internacional da reciclagem.

Reciclagem é o processo de conversão de desperdício em materiais ou produtos de potencial utilidade. Este processo permite reduzir o consumo de matérias-primas, de utilização de energia e a poluição do ar e da água, ao reduzir também a necessidade de tratamento convencional de lixo e a emissão de gases do efeito estufa. A reciclagem é um componente essencial da gestão de resíduos moderna e é o terceiro componente da hierarquia dos resíduos "reduzir, reutilizar e reciclar".
Entre os materiais recicláveis estão diversos tipos de vidro, papel, metal, plástico, tecido e componentes eletrónicos. A compostagem ou reutilização de detritos biodegradáveis, como lixo de cozinha ou de jardim, também é considerada reciclagem. Os materiais para serem reciclados são transportados para um centro de reciclagem ou recolhidos porta a porta e depois separados, limpos e reprocessados em novos materiais para produção industrial.  
Em sentido estrito, a reciclagem de um material produziria idêntico material em bruto; por exemplo, papel de escritório usado seria convertido em novo papel de escritório, ou espuma de poliestireno em novo poliestireno. No entanto, isto é geralmente complexo ou mais caro quando comparado com a produção de raiz do mesmo material, pelo que a reciclagem de muitos produtos ou materiais implica a sua reutilização na produção de materiais diferentes; por exemplo, o papel pode ser convertido em cartão. Outra forma de reciclagem é a separação e recolha de materiais a partir de produtos complexos, quer devido ao seu valor monetário (p.e. chumbo de baterias automóveis ou ouro de computadores), quer devido à sua natureza nociva (p.e. remoção de mercúrio de vários produtos).    
Segundo dados da Eurostat, Portugal possui um índice de reciclagem que oscila desde 2014 entre os 28 e 30%, enquanto que o Brasil recicla 3% de todo o lixo produzido.

## Conceito

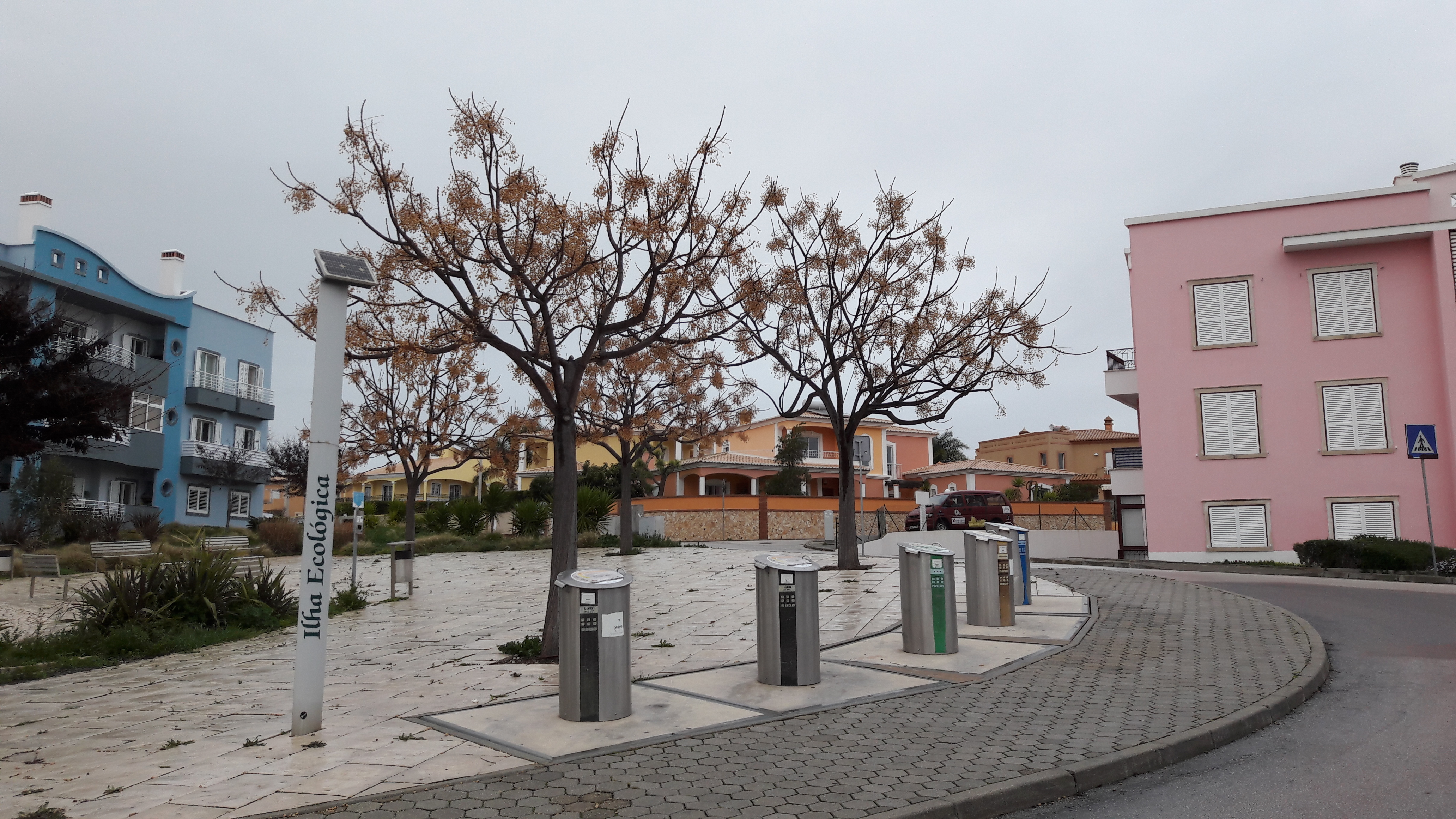
Contentores de reciclagem subterrâneos em Lagos, Portugal

Conceitualmente, a reciclagem é um processo de transformação aplicado a materiais que podem voltar ao estado original, transformando-se em produtos iguais em todas as suas características, sendo um conceito diferente do de reutilização.
A reutilização consiste no reaproveitamento de um determinado material já beneficiado em outro, com características diferentes. Como exemplo da diferença entre esses conceitos, podem-se citar as reutilizações do papel e do vidro que, após passarem por este processo, não voltam a ter as mesmas características físico-químicas iguais às que tinham antes do beneficiamento. Terão outra cor, textura, composição, densidade, etc, sem a possibilidade de retornar o material reutilizado ao seu estado original.
Com latas de alumínio ou fios de cobre, por exemplo, o processo é diferente. Podem ser fundidos e voltar ao estado anterior, para serem transformados em novos produtos, mas com as mesmas propriedades, o que caracteriza o conceito de "reciclagem".
Para os diversos materiais, existem algumas diferenças conceituais entre reciclagem e reaproveitamento. Em alguns casos, o reaproveitamento não é possível indefinidamente, pois ocorre a degradação das características do material a cada novo processo. Isso ocorre com o papel, por exemplo, cujas fibras de celulose vão se encurtando a cada novo processo.
Já na reciclagem do alumínio e metais de modo geral, as propriedades físicas e químicas se mantêm e o processo de reciclagem pode ser repetido indefinidamente.

## Benefícios da reciclagem
Os resultados da reciclagem são expressivos tanto no campo ambiental como no econômico e social.
No meio ambiente, tanto a reciclagem, como a reutilização podem reduzir a acumulação progressiva de resíduos, evitando a produção de novos materiais, como por exemplo o papel, que exigiria o corte de mais árvores, com emissões de gases como metano e gás carbônico, consumo de energia, agressões ao solo, ar e água, entre outros tantos fatores negativos.

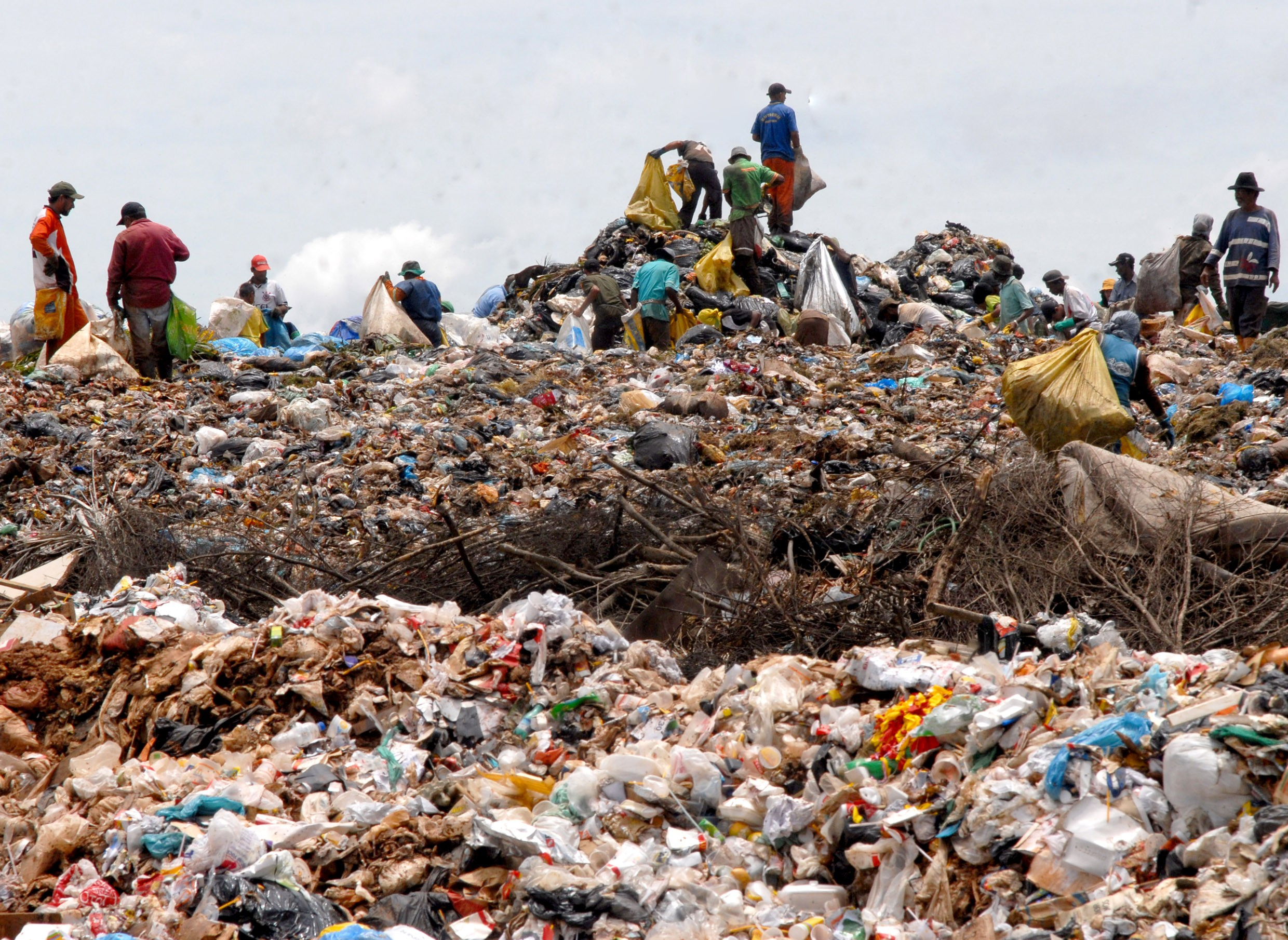
Catadores de recicláveis em aterro sanitário

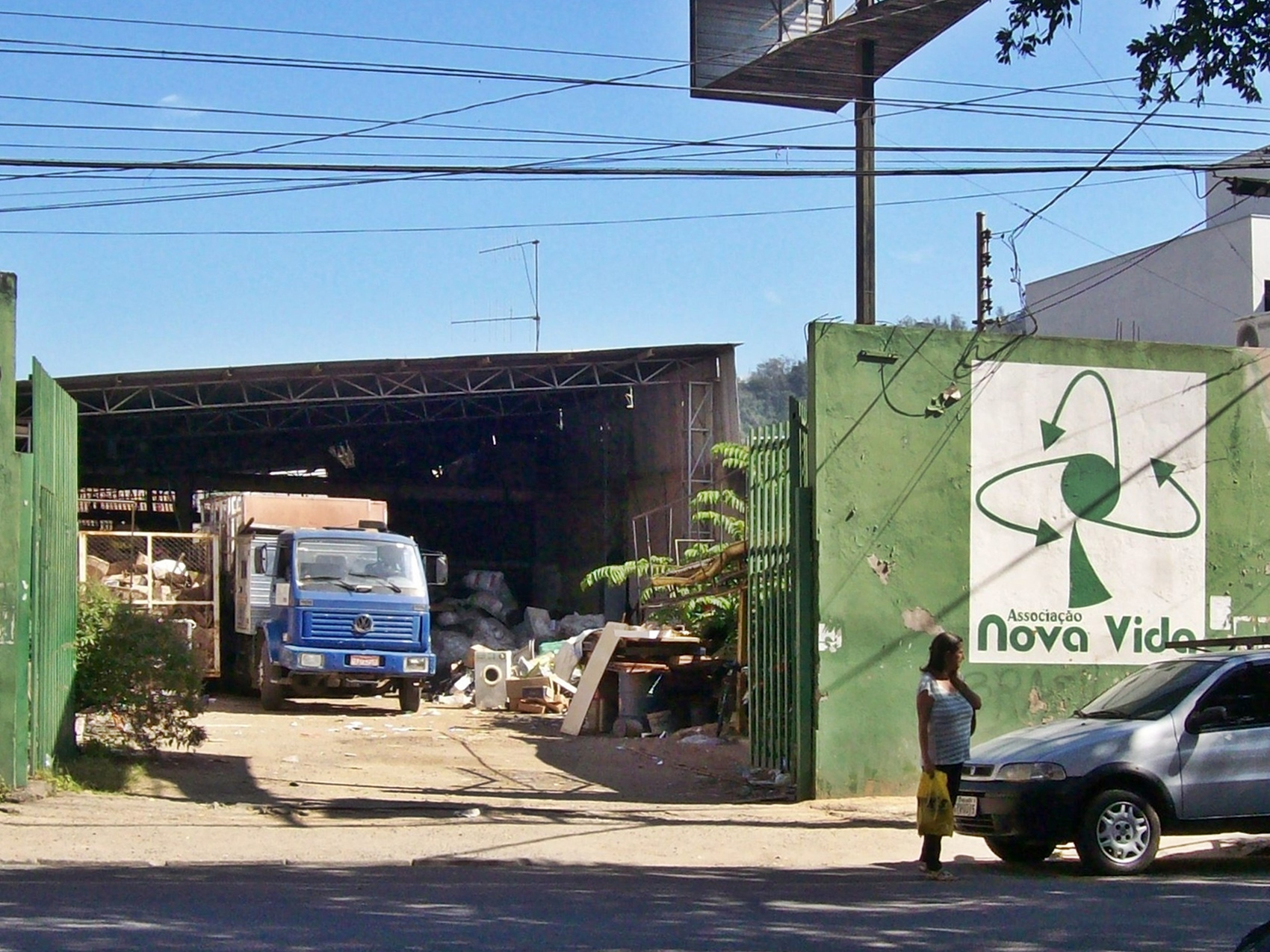
Cooperativa de catadores de lixo reciclável em Coronel Fabriciano, Brasil

No aspecto econômico a reciclagem contribui para o uso mais racional dos recursos naturais e a reposição daqueles recursos que são passíveis de reaproveitamento.
No âmbito social, a reciclagem não só proporciona melhor qualidade de vida para as pessoas, através da preservação das condições ambientais, como também tem gerado muitos postos de trabalho e rendimento para pessoas que vivem nas camadas mais pobres.
No Brasil existem os carroceiros ou catadores de papel, que vivem da venda de sucatas, papéis,alumínio e outros materiais recicláveis deixados no lixo. Eles também trabalham na coleta ou na classificação de materiais para a reciclagem. Como é um serviço penoso, pesado e sujo, não tem grande poder atrativo para as fatias mais qualificadas da população.
Assim, para muitas das pessoas que trabalham na reciclagem (em especial os que têm menos educação formal), a reciclagem é uma das únicas alternativas de ganhar o seu sustento.
O manuseio de resíduos deve ser feito de maneira cuidadosa, para evitar a exposição a agentes causadores de acidentes ou de doenças.
No Brasil, em setembro de 2007, as prefeituras de sete cidades forneciam serviço de coleta seletiva a 100% das residências. Esses municípios eram: Curitiba (PR), Itabira (MG), Londrina (PR), Santo André (SP), Santos (SP) e Goiânia (GO).
A regulamentação das atividades de coleta seletiva e reciclagem no Brasil teve um importante avanço no segundo semestre de 2010, quando foram sancionados a Lei nº 12.305, que instituiu a Política Nacional de Resíduos Sólidos  e o Decreto nº 7.404, que regulamentou a Lei nº 12.305, criando o Comitê Interministerial da Política Nacional de Resíduos Sólidos e o Comitê Orientador para a Implantação dos Sistemas de Logística Reversa.
Estas novas políticas vieram, entre outras ações, regulamentar a atividade das cooperativas de trabalhadores do setor de coleta seletiva e traçar as diretrizes a serem seguidas pelas esferas de governo para implementar os serviços de coleta e reciclagem de resíduos sólidos.

## Tipos de reciclagem
- Reciclagem de aço
- Reciclagem de alumínio
- Reciclagem de baterias
- Reciclagem de borracha
- Reciclagem de computadores
- Reciclagem de embalagens longa vida
- Reciclagem de entulho
- Reciclagem de madeira
- Reciclagem de metal
- Reciclagem de papel
- Reciclagem de plástico e embalagens
- Reciclagem de vidro

## Cores dos cestos de separação para reciclagem

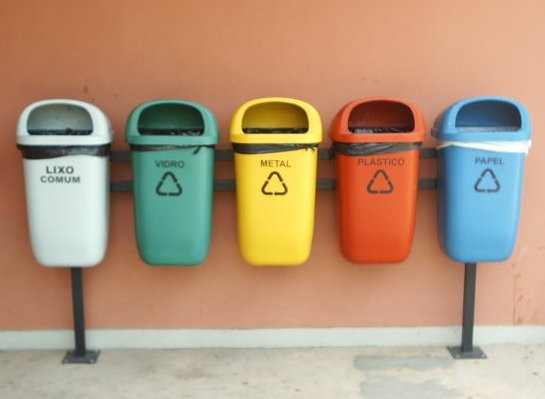
Cestos de reciclagem de resíduos no Brasil

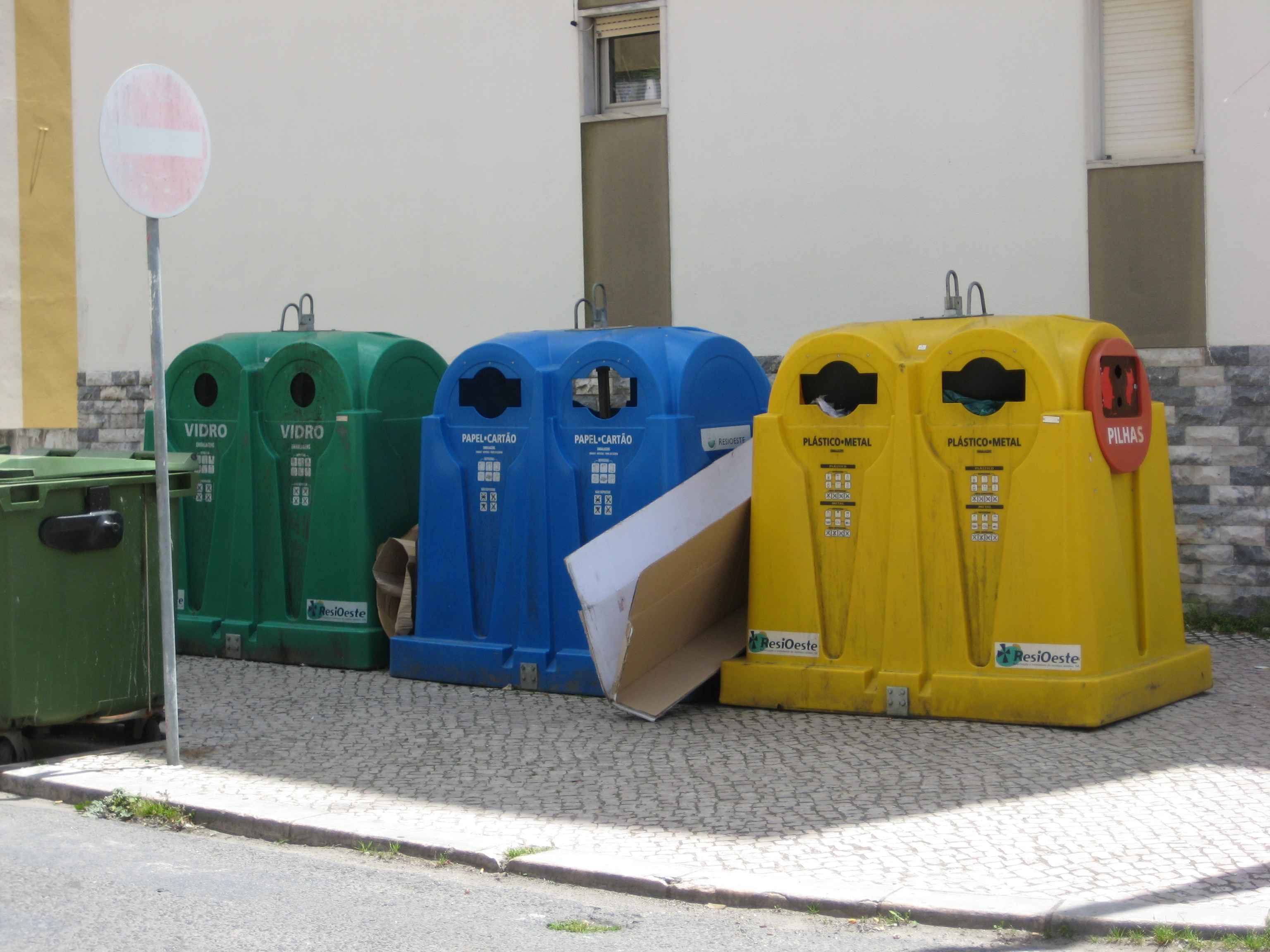
Ecoponto em Portugal

No Brasil os recipientes para receber materiais recicláveis seguem o seguinte padrão:
- Azul: papel/papelão
- Vermelho: plástico
- Verde: vidro
- Amarelo: metal
- Preto: madeira
- Laranja: resíduos perigosos
- Branco: resíduo hospitalar
- Roxo: resíduos radioativos
- Marrom: resíduos orgânicos
- Cinza: resíduo geralmente não reciclável, misturado ou contaminado, não sendo possível de separação.

Em Portugal, os recipientes de resíduos para reciclagem dividem-se em:
- Azul (papelão): papel e cartão
- Verde (vidrão): frascos, boiões e garrafas de vidro
- Amarelo: embalagens de metal e de plástico (e de cartão, para bebidas)
- Vermelho: pilhas e baterias.